# Kupforsøget i Spanien 1981
Kupforsøget i Spanien 1981 (spansk: Golpe de Estado en España de 1981) var et forsøg på et statskup i Spanien, der begyndte den 23. februar 1981 og sluttede dagen efter. Kuppet omtales også som 23-F efter kuppet dato eller El Tejerazo efter Antonio Tejero, der ledte kuppet.
Kuppet tog sin begyndelse, da Antonio Tejero stormede Den spanske kongres i Madrid med hjælp fra ca. 200 officerer fra Guardia Civil, mens kongressen var i færd med at vælge Leopoldo Calvo Sotelo til landets premierminister. Samme nat gik den spanske konge, Juan Carlos, på nationalt tv og holdt en tale, hvor han som øverestkommanderende for hæren forkastede kuppet støttede op om landets demokratiske forfatning. Medlemmerne af Spaniens parlament og regering blev holdt som gidsler i 18 timer, men da der ikke var opbakning til kuppet blandt militæret og da ingen andre støttede dette, gav kupmagerne op den følgende morgen uden at nogen var kommet til skade.